# Robert Pandraud
Robert Pandraud (* 16. Oktober 1928 in Le Puy-en-Velay, Département Haute-Loire, Frankreich; † 18. Februar 2010 in Suresnes, Hauts-de-Seine, Frankreich) war ein französischer Politiker.

## Leben
Der Sohn eines Grundschullehrers studierte nach dem Schulbesuch am Institut für politische Studien in Paris (Institut d’études politiques de Paris) sowie an der Nationalen Verwaltungsschule (École nationale d’administration), das er 1953 mit einem Diplom mit einer Arbeit über Paul Cambon abschloss.
Im Anschluss war er als Mitarbeiter der Präfekturverwaltung tätig und schließlich 1967 bis 1968 Generalsekretär des Département Hauts-de-Seine. Danach war er Direktor der Zentrale für öffentliche Sicherheit tätig sowie von 1970 bis 1973 Direktor des Aktiven Dienstes der Nationalpolizei (Police nationale). Zwischen 1973 und 1974 war er Direktor für Personal und Material der Police nationale.
1974 wurde er zum Adjutant des Kabinettsdirektors von Innenminister Michel Poniatowski berufen, ehe er von 1975 bis 1978 Direktor der Nationalpolizei war. Anschließend kehrte er ins Innenministerium zurück, in dem er nunmehr bis 1981 Generaldirektor für Verwaltung war. Im Juli 1981 folgte seine Benennung zum Generalinspekteur für die Verwaltung des Innenministeriums.
Im März 1982 wurde er vom Bürgermeister von Paris Jacques Chirac in dessen Kabinett berufen und danach zum Generaldirektor für die Verwaltungsdienste von Paris berufen. Zuletzt war er von 1983 bis 1986 Kabinettsdirektor des Bürgermeisters Chirac.
Während der Cohabitation durch Präsident François Mitterrand und Premierminister Chirac wurde er am 20. März 1986 in dessen Regierung zum Delegierten Minister für Sicherheit beim Innenminister Charles Pasqua ernannt und behielt dieses Amt bis zum Ende der Cohabitation am 10. Mai 1988.
In dieser Funktion spielte er eine maßgebliche Rolle bei der Durchsetzung der Sicherheitspolitik von Innenminister Pasqua, insbesondere im Kampf gegen den Terrorismus nach der Ermordung des Direktors von Renault, Georges Besse. Dabei hatte er zum Teil kuriose Vorstellungen wie zum Beispiel die Bekämpfung flüchtender Straftäter mit Farbpatronen.
Nach seinem Ausscheiden aus der Regierung wurde er im Juni 1988 als Kandidat des Rassemblement pour la République (RPR) zum Mitglied der Nationalversammlung gewählt, der er bis Juni 2007 angehörte. Dort war er zuletzt seit 2002 Vertreter der Union pour un mouvement populaire (UMP) im Wahlkreis Seine-Saint-Denis VIII. Dabei hatte er zum Teil auch Kontakte zur rechtsextremen Front National von Jean-Marie Le Pen.